# Gran Premi d'Estíria del 2021
El Gran Premi d'Estíria de Fórmula 1, la vuitena cursa de la temporada 2021, ès disputa al Red Bull Ring, a Spielberg, a Àustria, entre els dies 25 a 27 de juny de 2021.

## Qualificació
La qualificació es va celebrar el dia 26 de juny.
| Pos                 | No | Pilot              | Constructor           | Part 1   | Part 2   | Part 3   | Sortida |
| ------------------- | -- | ------------------ | --------------------- | -------- | -------- | -------- | ------- |
| 1                   | 33 | Max Verstappen     | Red Bull-Honda        | 1:04.489 | 1:04.433 | 1:03.841 | 1       |
| 2                   | 77 | Valtteri Bottas    | Mercedes              | 1:04.537 | 1:04.443 | 1:04.035 | 51      |
| 3                   | 44 | Lewis Hamilton     | Mercedes              | 1:04.672 | 1:04.512 | 1:04.067 | 2       |
| 4                   | 4  | Lando Norris       | McLaren-Mercedes      | 1:04.584 | 1:04.298 | 1:04.120 | 3       |
| 5                   | 11 | Sergio Pérez       | Red Bull-Honda        | 1:04.638 | 1:04.197 | 1:04.168 | 4       |
| 6                   | 10 | Pierre Gasly       | AlphaTauri-Honda      | 1:04.765 | 1:04.429 | 1:04.236 | 6       |
| 7                   | 16 | Charles Leclerc    | Ferrari               | 1:04.745 | 1:04.646 | 1:04.472 | 7       |
| 8                   | 22 | Yuki Tsunoda       | AlphaTauri-Honda      | 1:04.608 | 1:04.631 | 1:04.514 | 112     |
| 9                   | 14 | Fernando Alonso    | Alpine-Renault        | 1:04.971 | 1:04.582 | 1:04.574 | 8       |
| 10                  | 18 | Lance Stroll       | Aston Martin-Mercedes | 1:04.821 | 1:04.663 | 1:04.708 | 9       |
| 11                  | 63 | George Russell     | Williams-Mercedes     | 1:05.033 | 1:04.671 |          | 10      |
| 12                  | 55 | Carlos Sainz Jr.   | Ferrari               | 1:04.859 | 1:04.800 |          | 12      |
| 13                  | 3  | Daniel Ricciardo   | McLaren-Mercedes      | 1:05.142 | 1:04.808 |          | 13      |
| 14                  | 5  | Sebastian Vettel   | Aston Martin-Mercedes | 1:05.051 | 1:04.875 |          | 14      |
| 15                  | 99 | Antonio Giovinazzi | Alfa Romeo-Ferrari    | 1:05.092 | 1:04.913 |          | 15      |
| 16                  | 6  | Nicholas Latifi    | Williams-Mercedes     | 1:05.175 |          |          | 16      |
| 17                  | 31 | Esteban Ocon       | Alpine-Renault        | 1:05.217 |          |          | 17      |
| 18                  | 7  | Kimi Räikkönen     | Alfa Romeo-Ferrari    | 1:05.429 |          |          | 18      |
| 19                  | 47 | Mick Schumacher    | Haas-Ferrari          | 1:06.041 |          |          | 19      |
| 20                  | 9  | Nikita Mazepin     | Haas-Ferrari          | 1:06.192 |          |          | 20      |
| 107% Temps:1:09.003 |    |                    |                       |          |          |          |         |
| Font:               |    |                    |                       |          |          |          |         |

Notes
- ^1 – Valtteri Bottas va ser penalitzat en 3 posicions per conducció perillosa als boxes durant els entrenaments lliures.[4]
- ^2 – Yuki Tsunoda va ser penalitzat en 3 posicions per atrapallar la volta de Valtteri Bottas durant el Q3.

## Resultats després de la cursa
La cursa va ser realitzada en el dia 27 de juny.
| Pos                                                               | No | Pilot              | Constructor           | Voltes | Temps / Retirada | Pos.Sortida | Punts |
| ----------------------------------------------------------------- | -- | ------------------ | --------------------- | ------ | ---------------- | ----------- | ----- |
| 1                                                                 | 33 | Max Verstappen     | Red Bull-Honda        | 71     | 1:22:18.925      | 1           | 25    |
| 2                                                                 | 44 | Lewis Hamilton     | Mercedes              | 71     | +35.743          | 2           | 191   |
| 3                                                                 | 77 | Valtteri Bottas    | Mercedes              | 71     | +46.907          | 5           | 15    |
| 4                                                                 | 11 | Sergio Pérez       | Red Bull-Honda        | 71     | +47.434          | 4           | 12    |
| 5                                                                 | 4  | Lando Norris       | McLaren-Mercedes      | 70     | +1 volta         | 3           | 10    |
| 6                                                                 | 55 | Carlos Sainz Jr.   | Ferrari               | 70     | +1 volta         | 12          | 8     |
| 7                                                                 | 16 | Charles Leclerc    | Ferrari               | 70     | +1 volta         | 7           | 6     |
| 8                                                                 | 18 | Lance Stroll       | Aston Martin-Mercedes | 70     | +1 volta         | 9           | 4     |
| 9                                                                 | 14 | Fernando Alonso    | Alpine-Renault        | 70     | +1 volta         | 8           | 2     |
| 10                                                                | 22 | Yuki Tsunoda       | AlphaTauri-Honda      | 70     | +1 volta         | 11          | 1     |
| 11                                                                | 7  | Kimi Räikkönen     | Alfa Romeo-Ferrari    | 70     | +1 volta         | 18          |       |
| 12                                                                | 5  | Sebastian Vettel   | Aston Martin-Mercedes | 70     | +1 volta         | 14          |       |
| 13                                                                | 3  | Daniel Ricciardo   | McLaren-Mercedes      | 70     | +1 volta         | 13          |       |
| 14                                                                | 31 | Esteban Ocon       | Alpine-Renault        | 70     | +1 volta         | 17          |       |
| 15                                                                | 99 | Antonio Giovinazzi | Alfa Romeo-Ferrari    | 70     | +1 volta         | 15          |       |
| 16                                                                | 47 | Mick Schumacher    | Haas-Ferrari          | 69     | +2 voltes        | 19          |       |
| 17                                                                | 6  | Nicholas Latifi    | Williams-Mercedes     | 68     | +2 voltes        | 16          |       |
| 18                                                                | 9  | Nikita Mazepin     | Haas-Ferrari          | 68     | +3 voltes        | 20          |       |
| Ret                                                               | 63 | George Russell     | Williams-Mercedes     | 36     | Bòlids           | 10          |       |
| Ret                                                               | 10 | Pierre Gasly       | AlphaTauri-Honda      | 1      | Col·lisió        | 6           |       |
| Volta ràpida: Lewis Hamilton (Mercedes) – 1:07.581 (en el lap 71) |    |                    |                       |        |                  |             |       |
| Font:                                                             |    |                    |                       |        |                  |             |       |

Notes
- ^1 – Inclòs 1 punt extra per la volta ràpida.

## Classificació després de la cursa
| Pos. | Pilot           | Punts | Canvis |
| ---- | --------------- | ----- | ------ |
| 1    | Max Verstappen  | 156   | =      |
| 2    | Lewis Hamilton  | 138   | =      |
| 3    | Sergio Pérez    | 96    | =      |
| 4    | Lando Norris    | 86    | =      |
| 5    | Valtteri Bottas | 74    | =      |

| Pos. | Constructor      | Punts | Canvis |
| ---- | ---------------- | ----- | ------ |
| 1    | Red Bull-Honda   | 252   | =      |
| 2    | Mercedes         | 212   | =      |
| 3    | McLaren-Mercedes | 120   | =      |
| 4    | Ferrari          | 108   | =      |
| 5    | AlphaTauri-Honda | 46    | =      |